# Macintosh

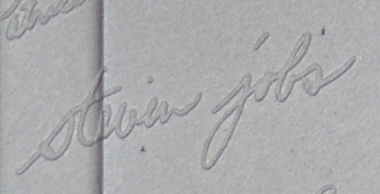
Steve Jobs vésett aláírása az első Apple Macintosh számítógép házának belső oldalán.

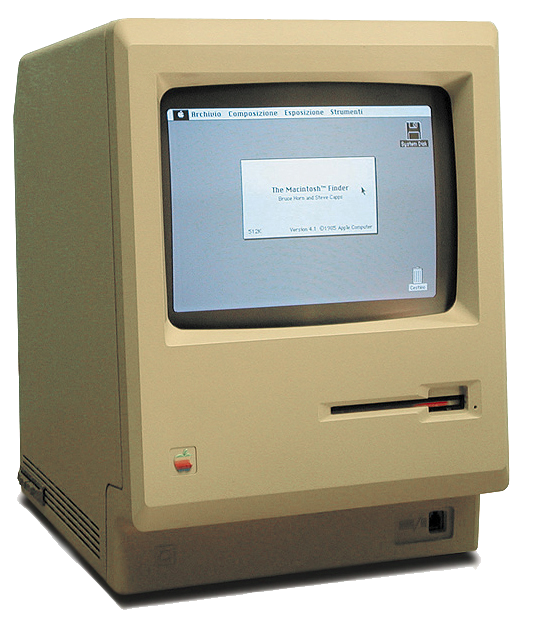
Az első Mac, 1984-ben mutatták be, a jelek szerint (az ablak bal alsó sarkában látható) ez egy 128 kbyte-ról 512kbyte memóriájúra lett bővítve.

A Macintosh (röviden Mac), Apple számítógépmodell, márkanév és nem utolsósorban platform. Hétköznapi beszédben az Apple asztali és hordozható számítógépeit szokás Macintoshnak, Macnek nevezni, függetlenül a pontos nevüktől. Két termék sorozat viselte a Macintosh nevet, a Macintosh – első: Macintosh 128K (1984) utolsó: Macintosh LC 580 (1996 április) – és a Power Macintosh – első: Power Macintosh 6100 (1994 március), utolsó: Power Macintosh 9600 (1998 március) –, valamint a Twentieth Anniversary Macintosh, az első Mac megjelenésének huszadik évfordulóját ünneplő Mac.
Az első verziók Motorola 68000-es processzorra épültek, majd a PowerPC processzorokkal használtak. Steve Jobs, az Apple Computer alapító igazgatójának döntése nyomán 2006-tól az Apple folyamatosan átállt az Intel processzoraira, majd 2020-ban bemutatták az Apple saját processzorát az Apple M1-et. Operációs rendszerük a Classic Mac OS volt, jelenleg a macOS Ventura. A macOS UNIX gyökerekkel bír.

## A számítógépcsalád 2023 júniusában
| Típus      | egyéni, otthoni használatra                                                                    | professzionális használatra                                                                         |
| ---------- | ---------------------------------------------------------------------------------------------- | --------------------------------------------------------------------------------------------------- |
| Asztali    | Mac mini Asztali gép, billentyűzet, egér és monitor nélkül szállítják.                         | iMac Az iMac az egyetlen kijelzővel egybeépített asztali számítógép.                                |
| Asztali    | Mac mini Asztali gép, billentyűzet, egér és monitor nélkül szállítják.                         | Mac Studio A számos porttal rendelkező Mac Studio-t az Apple egér és billentyűzet nélkül szállítja. |
| Asztali    | Mac mini Asztali gép, billentyűzet, egér és monitor nélkül szállítják.                         | Mac Pro Szerver kategóriájú számítógép, a legerősebb az Apple kínálatában.                          |
| Hordozható | MacBook Air A MacBook Air az Apple kisebbik hordozható számítógépe 13 és 15 inches kijelzővel. | MacBook Pro A MacBook Pro professzionális hordozható számítógépe, 13, 15 és 17 inches kijelzővel.   |

## Macintosh számítógépek az időben
| A Macintosh számítógépek idővonalon |
| --- |
| A grafikon adatai utoljára 2024. december 10-én frissültek. A szín sötétebb változata az egymást követő gépek megkülönböztetését szolgálja. A színek kezdete a bemutató időpontja, a forgalmazás több esetben is hónapokkal később kezdődött. Megeshet, hogy egy csík végét kitakarja egy másik csík eleje. Előfordul, hogy a gyártás befejezését követően még egy ideig forgalomban marad a Mac adott verziója. A piros vonalak a processzor váltást jelzik. Az idővonal nem tartalmazza az összes Macintosh számítógépet és nem mutatja az összes verziót. Az adatok forrása a MacTracker alkalmazás. |